# Жупанич, Ладислав
Ладислав Жупанич (чеш. Ladislav Županič; 9 августа 1943[…], Простеёв[…] — 9 декабря 2023, Университетская клиника Королевские Винограды) — чешский актёр.

## Биография
После окончания Академии музыки имени Яначека Ладислав Жупанич начал свою карьеру в популярном театре «Параван», а с 1970 года начал свою карьеру в музыкальном театре «Карлин», где с 1993 по 2003 год работал режиссёром.
В марте 2016 года он получил премию Талии за выдающиеся достижения в области актёрского мастерства и пения в категории «мюзикл-оперетта».
Помимо театра, он также сыграл ряд ролей в кино и дубляже.
У него было трое сыновей — Ладислав, Ян и Давид.
Ладислав Жупанич скончался в Виноградской больнице в декабре 2023 года в возрасте 80 лет.

## Политическая активность
На выборах в Сенат Чехии 2012 года Жупанич баллотировался как беспартийный кандидат от ГДП. Он получил 12,68 % голосов.

## Избранная фильмография
- Ночь на Карлштейне — эпизод (1973)
- Арабелла — сосед Майера (1979)
- Тайна Карпатского замка — граф Телек (1981)
- Деревенька моя центральная — Румлена (1985)
- Пилоты — Виндыш (1988)
- Арабелла возвращается — Херман (1993)
- Принцесса с мельницы[чеш.]  — Ян (1994)
- Я обслуживал английского короля — Бурзян (2006)
- 10 правил[англ.]  — профессор Марека (2014)
- Гёц фон Берлихинген[нем.]  — эпизод (2014)